# Walk on By (Dionne Warwick-låt)
Walk on By är en sång med melodi av Burt Bacharach, och text av Hal David åt Dionne Warwick. Låten spelades in i december 1963, ungefär samtidigt som "Anyone Who Had a Heart", vilken 1964 blev Dionne Warwicks andra topp 10-hit. I april 1964 släpptes "Walk on By" och blev en framgångsrik singel, och nådde topplaceringen 6 på US Billboard Hot 100 och förstaplatsen på Cashbox R&B-lista. (Billboard publicerade inte rhythm and blues-listor under 1964,  det årtal då låten toppade.) Låten nådde också top 10 på Billboards easy listening-lista.
Precis som så många andra melodier skrivna av Burt Bacharach spelades "Walk on By" in som cover av många andra, av vilka vissa fick stor framgång.  En version spelades in av funk/soul-musikern Isaac Hayes, vars cover 1969 på albumet Hot Buttered Soul blev en 12.03 minuter lång funklåt. 1978 spelade The Stranglers in en punkrocksinspirerad version som nådde topplaceringen #21 på de brittiska listorna.  1982 spelade funkduon D-Train in en R&B-version som bara blev en hit i USA, då som disco/funk. År 1990 spelade sångaren Sybil, som haft sin största hitlåt föregående år med en cover på Dionne Warwicks "Don't Make Me Over", in en version som också blev en R&B-hit i USA.
Dionne Warwick spelade också in låten på tyska, som "Geh Vorbei".

## Andra versioner
Hundratals artister har spelat in och framfört "Walk on By" på scen, bland andra The Jackson 5 (ofta som medley med The Love You Save) Aretha Franklin (1964), Helen Shapiro (1964), The Undisputed Truth, Bobby Kris & The Imperials, Mel Tormé, The Lettermen (på albumet She Cried 1964), The Four Seasons (1965),  Roland Kirk (1965), Smokey Robinson & The Miracles, Stan Getz (1966), Laura Nyro (1970), The Stranglers (1978), George Benson, Stanley Turrentine, Isaac Hayes (1969; som singel från albumet Hot Buttered Soul), Johnny Mathis, Cliff Richard (på livealbumet Cliff "Live" in Japan '72 med Olivia Newton-John), Gloria Gaynor (1975 på albumet Experience Gloria Gaynor), Melissa Manchester, The Beach Boys, Sybil Lynch (1990), Seal, Average White Band, Melanie Thornton, Gabrielle (1997), The Carpenters, Michael McDonald (2007), Kelly Clarkson och Kiki Dee, Cyndi Lauper, Jazz Jamaica (på Massive, 2004), The Scorchers (på "Stuntin'"), The Capprells and The Sul Brothers Band (en akt), Diana Krall (Quiet Nights, 2009).
Florence Ballard (tidigare i The Supremes) spelade in en version av låten för sitt solodebutalbum You Don't Have To 1968, ett år efter att hon sparkats ur gruppen hon bildade. Albumet hölls inne av ABC Records och släpptes inte förrän i samband med The Supreme Florence Ballard 2001.
Versioner av Isaac Hayes tolkning av "Walk on By" har även samplats många gånger, bland annat av Comptons Most Wanted (1991), Notorious B.I.G. (1994), Slick Rick, Hooverphonic (1997), MF Doom (1999), Wu Tang Clan (2000), Pete Rock (2001), Non Phixion (2002), Ludacris (2003), Smith & Mighty och DJ Shadow på debutalbumet Endtroducing......
2002 spelade Ashanti Dionne Warwick i NBC-showen American Dreams och framförde "Walk On By" i avsnittet "Silent Night".
2003 spelade Alicia Keys in ett medley av Isaac Hayes version av "Walk on By" och Gladys Knight & the Pips låt "If I Were Your Woman" från 1970 på sitt andra album The Diary of Alicia Keys, och medleyspåret hette "If I Was Your Woman/Walk on By". 
The Undisputed Truths version av "Walk on By" samplades 2006 av J Dilla på albumet Donuts
Joss Stones låt "Just Walk on By", från samlingsalbumet Randy Jackson's Music Club, Vol. 1' 2007', innehåller en sampling av "Walk on By".
Dionne Warwicks version är dock mest berömd, och valdes 1998 in i Grammy Hall of Fame. RIAA valde den som en av 1900-talets låtar. 2004 rankades den på placeringen #70 på Rolling Stones lista 500 Greatest Songs of All Time.
The Youngs spelade in en version av "Walk on By" på sitt självbetitlade album, utgivet på Mimicry Records 2004.

## Gabrielles version
1997 spelade den brittiske sångaren Gabrielle in sin version av "Walk on By", som femte och avslutande singel från sitt andra, självbetitlade, album. Det nådde topplaceringen #7 i Storbritannien.

### Listplaceringar
| Lista (1997)              | Topplacering |
| ------------------------- | ------------ |
| Brittiska singellistan    | 7            |
| Nederländska singellistan | 96           |

### Låtlista
UK CD: (GODCD 159)
1. "Walk on By"
2. "Walk on By" (45% Novocaineremix)
3. "Walk on By" (live från  TFI Friday)
4. "Something to Talk About"

## Cyndi Laupers version
"Walk on By" var den första singeln från Cyndi Laupers coveralbum, At Last 2003. Den fanns också på Cyndi Laupers DVD Live at Last 2004. Den släpptes bara som promosingel. Remixversioner av låten nådde topplaceringen #10 på USA:s danslista.

### Låtlista
CD:
1. "Walk on By" (Eddie X club mix) 10:51
2. "Walk on By" (Eddie X dub mix) 7:52
3. "Walk on By" (live version) 3:26
4. "Walk on By" (S.A.F. dub mix) 8:12
5. "Walk on By" (S.A.F.'s Walk to the Dance Floor club mix) 8:10
6. "Walk on By" (Tony Moran mix) 4:31

### Listplaceringar
| Lista (2004)                              | Topplacering |
| ----------------------------------------- | ------------ |
| Amerikanska Billboard Hot Dance Club Play | 10           |